# Tasmanoonops hunti
Tasmanoonops hunti là một loài nhện trong họ Orsolobidae.
Loài này thuộc chi Tasmanoonops. Tasmanoonops hunti được Raymond Robert Forster & Norman I. Platnick miêu tả năm 1985.